# Tombé
 (septembre 2008).
Si vous disposez d'ouvrages ou d'articles de référence ou si vous connaissez des sites web de qualité traitant du thème abordé ici, merci de compléter l'article en donnant les références utiles à sa vérifiabilité et en les liant à la section « Notes et références ».
Un tombé (en anglais pinfall, ou simplement pin) est une des différentes formes de victoire dans le catch, quand le catcheur rive au sol les épaules de son adversaire pour un compte de trois par l'arbitre. Le plaquage des épaules doit avoir lieu sur le ring, et le catcheur plaqué ne doit pas toucher les cordes du ring.
Au catch, un tombé est la méthode la plus commune de remporter un match.  
Le compte est cassé si le catcheur plaqué au sol arrive à relever l'une de ses épaules du tablier du ring, habituellement en se dégageant ou plus rarement en touchant les cordes du ring. La méthode la plus utilisée pour relever une épaule consiste à donner une impulsion des jambes dans le vide vers le haut, afin de se servir de l'inertie pour faire pivoter son propre corps.

## Types de tombés
Le tombé sert à terminer un match. L'arbitre compte 3 secondes pour annoncer le vainqueur mais l'adversaire peut contrer le tombé.

### Back slide

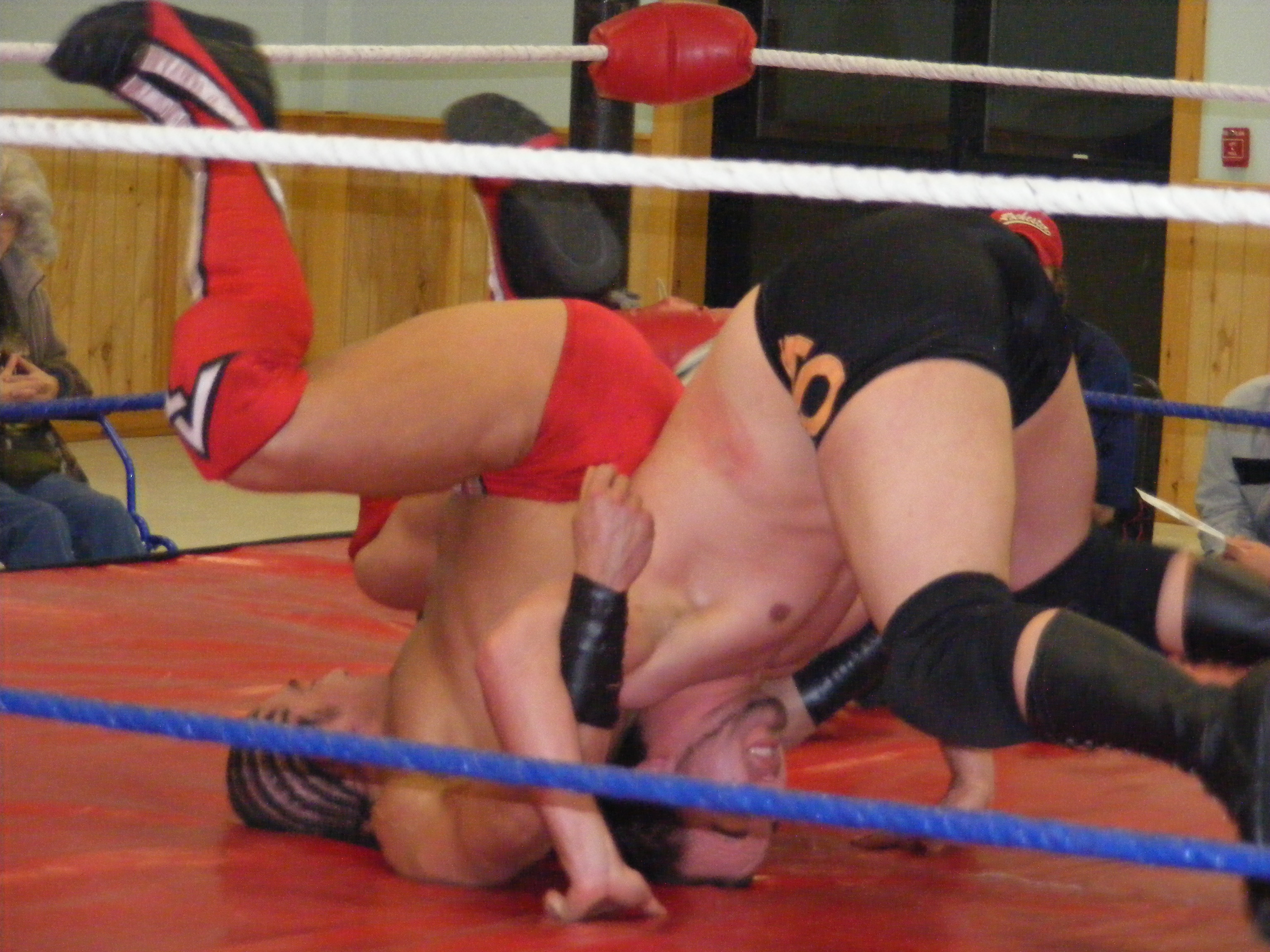
Illustration d'un back slide.

Le catcheur attaquant reste dos à dos avec l'adversaire et accroche ses deux bras. Il se penche ensuite en avant et tombe à genoux, glissant le dos de l'adversaire au sol, ce qui fait que les épaules sont contre le tablier et le menton contre sa poitrine. Le porteur de la prise tient les bras de l'adversaire au sol avec les siens pour assurer le compte de trois.

### Cover
La couverture est aussi connu en anglais comme lateral press, cross press ou simplement le tombé basique. Avec un adversaire allongé sur le sol, le catcheur attaquant s'allonge face à terre sur la poitrine de l'adversaire pour le maintenir au sol. Parfois, quand les deux catcheurs sont  épuisés ou sévèrement blessés le catcheur attaquant ne couvrira son adversaire qu'avec un seul bras ou s'allongera face levée plutôt qu'à terre.Cette méthode est utilisée après avoir reçu plusieurs finishers ou en étant beaucoup essoufflé.
Le terme floatover (quand c'est en référence à un tombé) réfère à un catcheur qui utilise l'élan d'une prise pour se propulser lui-même sur l'adversaire dans une position latérale.

### Cradle
Le catcheur s'allonge sur la poitrine de l'adversaire et accroche une jambe avec un de ses bras sur le côté opposé (jambe gauche avec un bras droit ou jambe droite avec un bras gauche). Tenir la jambe donne au porteur de la prise une plus grande force et rend difficile à l'adversaire de se dégager. Ceci est un dérivé de l'inside cradle et outside cradle dans la lutte amateur. Ce tombé est le plus utilisé par les catcheurs.

### Crucifix
Le catcheur accroche les bras de l'adversaire, l'un en enroulant ses jambes et l'autre en utilisant ses bras. Ceci positionne le catcheur horizontalement vers le dos de l'adversaire qui a ses bras positionnés comme une crucifixion. Le catcheur ensuite abaisse tout son poids ce qui fait que l'adversaire est amené à terre en arrière sur ses épaules dans une position de tombé avec ses jambes en l'air.
Une variation du crucifix standard, la Crucifix bomb ou Crucifix driver voit un catcheur violemment placer tout le poids de son corps pour envoyer l'adversaire au tapis avec un plus grand impact.
Ces prises ne sont pas à confondre avec le Crucifix hold ou son équivalent du powerbomb.

### Delfin Clutch
Le Delfin Clutch, nommé par Hiroto Wakita, voit un catcheur croisant les bras de l'adversaire sur sa poitrine alors qu'il est allongé sur le dos au tapis. Le catcheur ensuite s'agenouille sur les bras de l'adversaire, mettant ainsi en position de tombé les épaules de l'adversaire sur le sol. Le catcheur ensuite attrape les jambes de l'adversaire, les croisent, et les placent sous l'une de ses aisselles, penchant l'adversaire pour le tombé. The Undertaker et Kane utilisent fréquemment une version modifiée de ce tombé, après un Tombstone Piledriver (leur mouvement de finition) : ils s'agenouillent derrière l'adversaire, le mettent en signe du deuil (bras croisés sur la poitrine) et font pression sur les mains pour le tombé.

### Fisherman Suplex Pin
L'attaquant effectue un Fisherman suplex mais ne lâche pas l'adversaire après l'impact. Cette prise était utilisée comme prise de finition par Curt Hennig ou alors par Beth Phoenix, qui au lieu d'exécuter un fisherman suplex exécute une FisherWoman Suplex. La technique est alors nommée FisherWomen Suplex Pin.

### Gedo clutch
Le Gedo clutch, nommé par Keiji Takayama qui le popularisait et qui est parfois référé comme un double leg nelson voit un catcheur s'assoir à genou sur le dos de l'adversaire qui est allongé face à terre. Le catcheur ensuite attrape les bras de l'adversaire qui retombent au niveau de la taille un peu à l'image d'un camel clutch. Le catcheur ensuite maintient une pression sur la tête de l'adversaire et la pousse en bas entre ses jambes, alors qu'il s'appuie lui-même contre son estomac, envoyant l'adversaire sur ses épaules, avec les jambes du porteur de la prise qui font le compte de trois sur l'adversaire qui est au tapis. 

### Jackknife hold
La prise voit l'adversaire être allongé sur son dos. Le catcheur qui porte la prise attrape l'une des jambes de son adversaire et s'allonge sur ce dernier pour maintenir plus de pression et que l'adversaire ne dégage pas l'un de ses épaules. 

### La magistral
Également appelé La casita ou Bandito.
Ultimo Dragon l'utilise beaucoup

### Oklahoma roll
Également appelé Craddle side.

### Petit paquet
Le Petit paquet (Small Package en anglais), était l'une des prises favorites Eddie Guerrero et The Fabulous Moolah (cette dernière la nommait School Girl). Elle consiste à river les épaules de l'adversaire au sol, se mettre juste par-dessus le torse et à tirer les jambes pour que la pointe des pieds essaye de toucher le tapis du côté de la tête. Il est actuellement utilisé par Santino Marella.

### Roll-up
Le Roll-up consiste à se mettre derrière l'adversaire qui est sur le dos pour prendre ses jambes, les lever et mettre du poids dessus. Il consiste en un tombé rapide et souvent par surprise.

#### Schoolboy
Le type de Roll-up le plus commun est le Schoolboy, technique où l'attaquant descend derrière l'adversaire et place l'un de ses bras entre les jambes de ce dernier afin de tirer vers lui, de sorte qu'il tombe à plat sur le dos (l'attaquant se retrouve alors appuyé sur ses épaules, ce qui aide au tombé). Généralement, quand c'est une femme qui utilise cette prise, les commentateurs l'appellent Schoolgirl (comme pour The Fabulous Moolah, qui l'utilisait comme prise de finition).

### Rana
Consiste à se mettre position assise sur l'adversaire (dos à ces jambes), pour ensuite se pencher en arrière et attraper les jambes de l'adversaire pour faire un tomber.
Le rana s'utilise surtout à la suite d'un hurricanrana appelé comme ainsi car la prise met l'adversaire en rana. Cette prise est souvent utilisée par Rey Mysterio.

### Victory roll
Le victory roll consiste à se mettre assis sur les épaules de l'adversaire (comme en electric chair) puis à faire une roulade en avant (comme un rana dans l'autre sens).

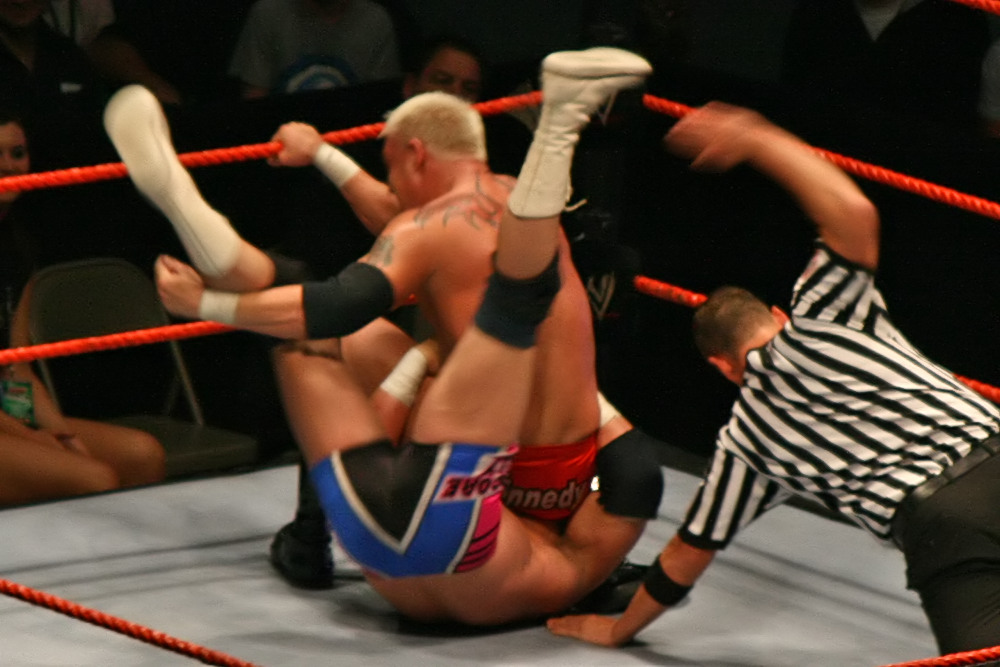
Mr. Kennedy fait un tombé illégal en tenant la corde, après un roll-up sur Hardcore Holly.

## Tombés illégaux
Parfois, un catcheur (surtout les heels) peut tenter des mouvements de tombé interdit, car rendant le tombé trop facile. Si l'arbitre se rend compte de la tricherie, le tombé est annulé. Les tombés dit "illégaux" dans les match normaux sont autorisés au catch hardcore.
Le catcheur peut par exemple s'accrocher aux vêtements de son adversaire et les tirer de façon à exercer une plus forte pression sur l'adversaire et l'empêcher de libérer ses épaules.
Il peut également s'appuyer sur les cordes pour mettre plus de pression et de poids sur le corps de son adversaire.
Parfois, dans les matchs par équipe, si un catcheur est près des cordes, le partenaire de celui qui fait le tombé prend le pied de l'adversaire pour l’empêcher de se dégager. The Miz et R-Truth ont déjà utilisé cette prise contre John Cena.